# Odomas jacobii
Odomas jacobii är en insektsart som beskrevs av Evans 1955. Odomas jacobii ingår i släktet Odomas och familjen dvärgstritar. Inga underarter finns listade i Catalogue of Life.